# Цесарский, Владимир Ефимович
Владимир Ефимович Цесарский (август 1895 — 22 января 1940) — сотрудник органов госбезопасности СССР, особоуполномоченный при Народном комиссаре НКВД СССР, старший майор государственной безопасности (1937).

## Биография
Родился в Одессе в семье приказчика. Еврей. В семье было восемь детей. 
Окончил четырехклассное народное училище в Одессе (1906—1910 гг.), три класса ремесленного училища в Одессе (1910—1913 гг.). 
Работал токарем (в 1913-1917гг.) на Одесском металлургическом заводе А.О.Шполянского.
Служил в Красной Гвардии. В 1915 — 1919 годах эсер, украинский эсер-боротьбист, в 1919 году перешёл в РКП(б). Во время нахождения Украины под контролем белых работал в подполье в Одессе и Киеве. В 1920 — 1922 годах — сотрудник военной разведки, помощник уполномоченного ВУЧК (Всеукраинской чрезвычайной комиссии) в Киеве и Харькове.
С 1922 года на хозяйственной работе в Киеве и на Дальнем Востоке, на партийной работе в Благовещенске и на Северном Кавказе.

### Цесарский и Ежов
В 1930—1935 годах — сотрудник ЦК ВКП(б), помощник заведующего распределительным отделом (1932), временно исполняющий должность заведующего сектором государственной торговли и кооперации распределительного отдела (1932—1934 года), помощник заведующего промышленным отделом (1934—1935 года), референт-докладчик секретаря ЦК ВКП(б) Н. И. Ежова (1935 — апрель 1937 года).
С октября 1936 года в НКВД — особоуполномоченный при наркоме (октябрь-ноябрь 1936 года, эта должность была введена специально для Цесарского), начальник 8-го (Учётно-регистрационного отдела) ГУГБ НКВД СССР. 
С марта 1938 года — начальник 4-го (секретно-политического) отдела 1-го управления НКВД СССР. В мае-сентябре 1938 года — начальник Управления НКВД Московской области.
В 1936 году, будучи референтом Ежова, Цесарский, по собственным утверждениям, активно способствовал дискредитации тогдашнего руководителя НКВД Г. Г. Ягоды. После того как Ягода составил секретный приказ, осуждающий некоторых работников НКВД с периферии, Цесарский и Ежов отредактировали его так, чтобы он касался всей верхушки НКВД и, в первую очередь, самого наркома (от имени которого документ, тем не менее, был издан). Затем Цесарский по поручению Ежова подобрал в Исполкоме Коминтерна и МОПРе (Международная организация помощи борцам революции) сведения, которые доказывали неэффективность борьбы НКВД со шпионажем, и составил докладную записку в ЦК ВКП(б) по совещанию об этой проблеме.
Уже после смещения Ягоды с руководящей должности Цесарский проводил партийное расследование по делу Л. Б. Зафрана, чьи слова (Ягода якобы сокрыл антисоветскую троцкистскую организацию) окончательно скомпрометировали прежнего наркома. Также Цесарский воздействовал на заместителя начальника УНКВД Московской области А. П. Радзивиловского (к которому обратился Зафран), чтобы тот подтвердил вину Ягоды и Г. А. Молчанова, но вступился за Я. С. Агранова. Составленное Радзивиловским заявление дошло в итоге до И. В. Сталина.
Весной 1938 года, когда в разгар «массовой операции» просочилась информация о беззакониях НКВД в Орджоникидзевском крае, Ежов поручил Цесарскому сопровождать в Ворошиловске М. Ф. Шкирятова (заместитель председателя Комиссии партийного контроля, направленный Сталиным для разбирательства). Впоследствии Цесарский по поручению Ежова несколько раз переделывал отчёт о проделанной работе. Так нарком пытался скрыть злоупотребления в своём ведомстве, а когда этого не удалось — хотя бы приуменьшить их размеры.
Регулярно опираясь на своего ставленника, Ежов, однако, мог внешне демонстрировать к нему неприязненное отношение. Сотрудник НКВД Г. Н. Лулов вспоминал, как в период политического взлёта Цесарского глава ведомства в присутствии чекистов «стал всячески его поносить, так что у присутствующих создалось впечатление, что Цесарский конченый человек».

### Участие в репрессиях
До весны 1938 года присылаемые на утверждение в аппарат НКВД справки по «национальным контингентам» изучались «двойкой» начальников Учётно-регистрационного и Контрразведывательного отделов ГУГБ НКВД — Цесарским и А. М. Минаевым-Цикановским.
В качестве начальника 8 отдела ГУГБ НКВД с июля 1937 по март 1938 года подписывал Сталинские расстрельные списки, отсылавшиеся на подпись И. В. Сталину и другим членам Политбюро ЦК ВКП(б).
В списках расстрелянных, под которыми стоит подпись Цесарского В. Е., были, в частности, А. П. Юферов — директор Барнаульского учительского института, А. Х. Зарин — директор 1-го конного завода Наркомата земледелия СССР и Московского зоотехнического института коневодства и коннозаводства,  А. Г. Горянов-Горный (Пенкнович)— начальник Главного управления геодезической съёмки и картографии (ГУГСК) НКВД СССР, редактор журнала "Геодезист", И. С. Нусинов— ответственный инструктор ЦК ВКП(б), заместитель директора Института экономики сельского хозяйства НКЗ (Наркомзема) Казахской ССР (последний направил Сталину письмо 4 февраля 1930 года  с резкой критикой  его политики).
26 июня 1938 года избран депутатом Верховного Совета РСФСР от Московской области.

### Арест и расстрел
В сентябре 1938 года переведён из аппарата НКВД на должность начальника Ухто-Ижемского лагеря. Арестован в декабре 1938 года по доносам о его дружбе с Я. Б. Гамарником и якобы имевших место колебаниях при переходе из эсеров в РКП(б). Расстрелян по приговору Военной коллегии Верховного суда СССР 21 января 1940 года.
Военной коллегией Верховного суда СССР 22.01.2002 в реабилитации отказано.
Также в январе 1940 года был расстрелян брат В. Е. Цесарского — Давид Ефимович Цесарский, инспектор в Наркомате совхозов РСФСР.  Д. Е. Цесарский реабилитирован в 1957 году.

## Награды
Награждён орденами Ленина (1937 год) и Красной Звезды (1936 год), знаком «Почётный работник ВЧК-ГПУ».